# Kriviči

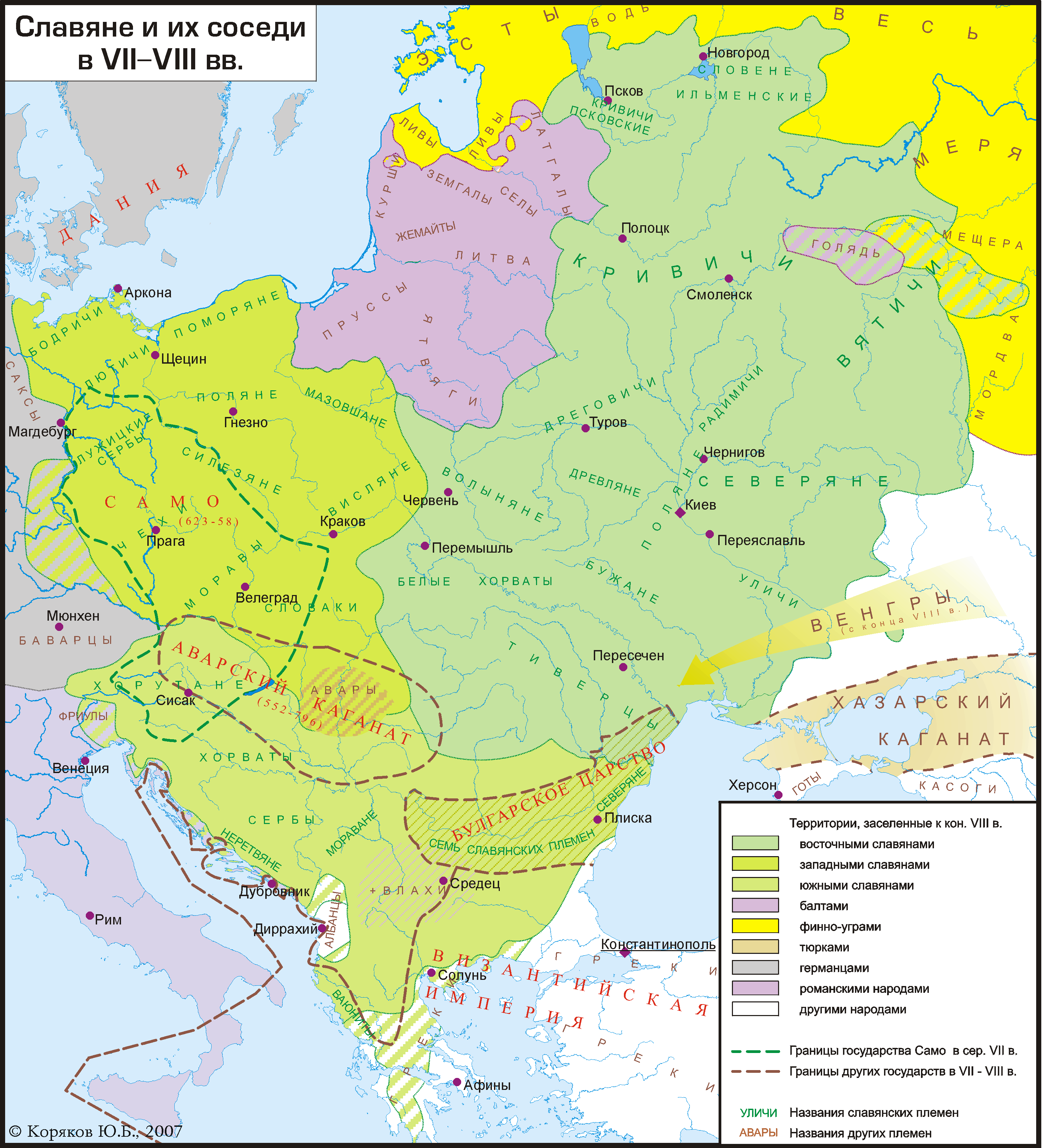
Kmen Krivičů na území mezi městy Polock a Smolensk

Kriviči (кривичи) byli východoslovanský kmen sídlící v povodí Dviny, Dněpru a Volhy na západě dnešního Ruska. Vzhledem k tomu, že Kriviči obývali poměrně rozsáhlé území, rozdělili se brzy na menší skupiny podle správních oblastí (např. okolo hradišť Smolensk a Polack, které vznikly v 9. - 10 . století). Sousedili s pobaltskými kmeny Latgalců, Aukštaitů, Jotvínů a jiných (předchůdci dnešních Lotyšů a Litevců) a vzájemně se ovlivňovali.
V průběhu 9. století se Kriviči postupně dostali pod nadvládu Kyjevské Rusi, pouze Polack si vytvořil vlastní knížectví, které si udrželo delší dobu samostatnost. Kriviči se podíleli na etnogenezi Bělorusů. Zprávy o tomto kmeni končí ve druhé polovině 12. století, kdy byl asimilován běloruským etnikem.
Dodnes jsou v lotyštině výrazy odvozenými od jména tohoto kmene označováni Rusové (krievi), jejich jazyk (krievu valoda) i země (Krievija).